# Edouard Plouvier

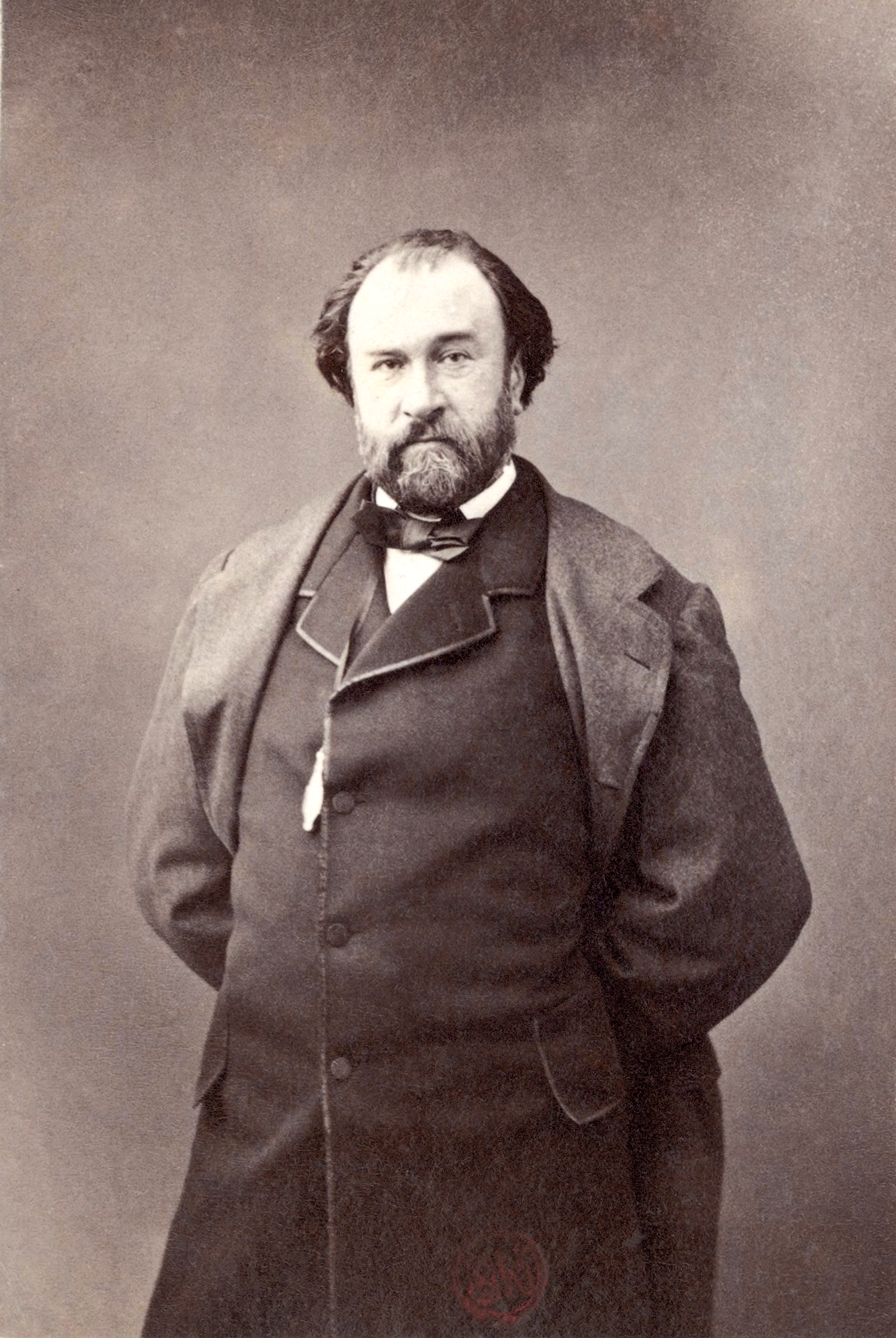
Edouard Plouvier (1900)

Edouard Plouvier, eigentlich Édouard Plouvier, (* 22. August 1821 in Paris; † 12. November 1876 ebenda) war ein französischer Dramatiker und Librettist.

## Leben und Werk
Plouvier verfasste Feuilletons, Zeitungsartikel und Novellen. Ab 1850 war er auch als Theaterdichter aktiv. 1851 wurde sein erfolgreichstes Stück Les vengeurs mit Lucie Mabire in der Hauptrolle uraufgeführt. Als Librettist arbeitete Plouvier u. a. für Jacques Offenbach, Henry Litolff und Ferdinand Poise. Er publizierte unter zahlreichen Pseudonymen wie „Cagliostro“, „Paul Destournelles“, „Paul Verner“, „De la palfenerie“, „Job le Réveur“, „Diabole“ und „Dugandin“.
Im Alter von 55 Jahren starb Édouard Plouvier am 12. November 1876 und fand seine letzte Ruhestätte auf dem Friedhof Père-Lachaise (51. Division). Sein Grab wurde mit einer Bronze des Bildhauers Émile-Coriolan Guillemin (1841–1907) geschmückt.

## Werke (Auswahl)
Prosa
- Les rires de Marie ou La vierge veuve. Histoire fantasque. Paris 1847.

Lyrik
- Le livre du bo dieu. 10 poèmes. Vinchon & Mourgues, Paris 1855.[1]
- Les refrains du dimanche. Cinquante chansons. 3. Aufl. Coulon-Pineau, Paris 1858 (zusammen mit Charles Vincent; illustriert von Gustave Doré).

Libretti
- Jacques Offenbach: Le songe d'une nuit d'hiver. Comédie en un acte et en prose. Levy, Paris 1854.[2]
- Jacques Offenbach: Der Schmuggler. Operette in einem Akt („Une nuit blanche“). 1859.[3]
- Un postillon en gage. Opérette en un acte. Paris 1855.[4]

Theater
- Ne touchez pas à la hache!. Comédie-vaudeville en un acte, Dagneau, Paris 1854[5]
- Zu schön. Lustspiel in einem Aufzug („Trop beau pour rien faire“). Reclam, Leipzig 1885 (zusammen mit Jules Adenis).[6]
- La crise de ménage. Comédie en un acte. Levy, Paris 1858 (zusammen mit Jules Adenis)[7]
- Feu le capitaine Octave. Comédie en un acte. Levy, Paris 1959 (zusammen mit Jules Adenis).[8]
- L'outrage. Drame en cinq actes. Michel, Paris 1859 (zusammen mit Théodore Barrière).[9]
- Toute seule. Comédie en un acte. Levy, Paris 1860 (zusammen mit Jules Adenis).[10]
- Der Eisenfresser. Drama in fünf Akten und einem Vorspiel (8 Bilder) („Le mangeur de fer“). Bloch Verlag, Berlin 1866.[11]
- Der Engel um Mitternacht. Phantastisches Drama in sechs Aufzügen („L'ange de minuit“). Levy, Paris 1861 (zusammen mit Théodore Barrière).[12]
- Le comte de Saulles. Drame en cinq actes. Levy, Paris 1864.[13]
- Le ménétrier de Saint-Waast. Mélodrame en cinq actes et sept tableaux. Levy, Paris (zusammen mit Théodore Barrière).[14]

Werke
- Œuvre collective. Lacroix Verbœchoven, Paris 1870.